# Sant Miquel de Balenyà
Sant Miquel de Balenyà és un nucli de població de la comarca d'Osona situat a la falda del massís del Montseny. Actualment pertany al municipi de Seva, del qual ocupa la part oest i forma una entitat municipal descentralitzada. Limita al sud amb el nucli de Sant Jaume de Viladrover (el Brull), al sud-oest amb els Hostalets de Balenyà (Balenyà), a l'oest amb Tona, al nord-oest amb Malla i al nord-est amb Taradell. També se l'anomena Balenyà o Balenyà Estació. El 2019 tenia 1295 habitants.

## Història
Bona part de la seva història és comuna amb els Hostalets de Balenyà (Balenyà), ja que els terrenys tenien els mateixos senyors. Sant Miquel de Balenyà formava part d'una gran propietat agrícola juntament amb els Hostalets de Balenyà, el Pla de Balenyà i Sant Fruitós de Balenyà (Mare de Déu de l'Ajuda).

### Segle X
Els primers documents escrits que parlen sobre els terrenys que ocupa el poble daten de l'any 944. Aquests documents formen part del testament de Guadamir, que posseïa grans béns a l'Aguilar (actual Serrat de l'Aguilar), i que donava un bou a l'església de Sant Fruitós de Balenyà.

### Segle XI
El territori que actualment ocupa Sant Miquel de Balenyà formava part d'una vil·la (extensa propietat agrícola) que ocupava banda i banda de la capçalera del riu Congost. Aquests terrenys eren propietat d'Adalbert, pare de Miró Adalbert, i de Guilalbert, signataris de l'Acta de Consagració de Sant Fruitós de Balenyà el 1083. A finals de segle, Miró Adalbert fa donació d'uns terrenys de prop de l'Aguilar a Sant Pere de Vic.

### Segle XII
Mor el 1117 Berenguer Ermengol, net de Miró Adalbert, i deixa en testament els seus béns al noble Guillem. Aquest seria conegut a partir del 1131 com Guillem I de Balenyà, essent el primer a utilitzar el mot Balenyà com a cognom. Guillem es va casar amb Dolça. És un personatge de gran rellevància en els documents de l'època, ja que va fer donacions de les seves immenses terres a diverses parròquies, permutes amb nobles i l'Orde del Temple. Guillem II de Balenyà, casat amb Beatriu de Montcada, el va succeir sense canvis importants, malgrat que el constant degoteig de donacions de terreny feia que les propietats de la família s'anessin reduint. Amb la seva mort hereta la major part de les terres Guillem III. Guillem III es casa amb Maria.

### Segle XIII
Pere Guillem I de Balenyà hereta del seu pare. Les penúries econòmiques obliguen a empenyorar els dominis a Bertran de Bellpuig, senyor de Sant Julià de Vilatorta, i a contractar masovers per a treure rendiment de les terres i la casa. L'últim descendent de la nissaga de Balenyà fou Bernat I de Balenyà, que morí sense descendència i que deixà el Casal al seu nebot Pere de Vilagelans. Els Balenyà eren també castlans del Castell de l'Aguilar, que era propietat de Pere Ramon de Vilademany. El Casal s'abandona.

### Segle XV
L'abandonament del Casal de Balenyà per part dels seus hereus i del Monestir de Sant Llorenç, propietari dels terrenys, fa que el casal quedi en ruïnes.

### Seglexix
El nucli de població anomenat actualment i per imperatiu legal Sant Miquel de Balenyà, va néixer al voltant de l'estació de Balenyà-Tona-Seva-Taradell, que va ser construïda l'any 1874 i fou inaugurada l'any 1875. Quan es va construir el baixador de Taradell-Montrodon, l'estació passà a anomenar-se estació de Balenyà-Tona-Seva.

### Segle XX
Als voltants de l'any 1964, a partir de necessitats de treballadors de la zona de tenir un habitatge, a un preu assequible, es va formar una Cooperativa d'habitatges, que va ser la responsable del més gran creixement que ha tingut el poble fins a l'actualitat.
El resultat de tot això va ser el naixement d'un poble que es deia Balenyà, que pertanyia a quatre municipis: els Hostalets de Balenyà, Malla, Seva i el Brull.
El fet d'estar partit en quatre municipis portava un munt de problemes a l'hora de poder emprendre iniciatives al poble i es donaven casos de gent que si es moria en una habitació o altra de la casa, havien de fer els tràmits en un o altre ajuntament.
Entre els anys 1990 i 1993, es van fer les accions necessàries per aconseguir la segregació dels quatre municipis per crear-ne un de nou i tot semblava indicar que la segregació s'aprovaria, però un canvi sobtat de responsables a Governació va fer que canviés el sentit de la resolució i van agregar tot el nucli al municipi de Seva, tot indicant que la solució del conflicte havia de ser la creació d'una entitat municipal descentralitzada.
Després d'aquest fet, el desànim va fer que no se seguís el camí per convertir el poble en una entitat menor i com que a l'ajuntament de Seva tampoc li ha interessat mai, el tema ha quedat mort.
L'any 1991 es va canviar el nom del poble pel de Sant Miquel de Balenyà, ja que es va dir que el de Balenyà era el que pertanyia al municipi dels Hostalets de Balenyà. Tot i així, els habitants de Sant Miquel de Balenyà i tots els dels pobles veïns l'han seguit anomenant Balenyà o Balenyà Estació, que són els noms pels quals s'ha conegut des de la seva creació.

### Segle XXI
Els darrers anys hi ha hagut un nou impuls en la construcció, però aquesta vegada empès per constructors privats, que ha fet que arribessin al poble nous veïns provinents del Vallès i de l'àrea del Barcelonès, principalment. Aquesta població, juntament amb gent del poble que no han parat mai de fer activitats, estan donant un nou impuls a les reivindicacions de serveis per a Balenyà.
També s'ha creat un nou grup esportiu en el poble, és un equip de futbol i el seu nom és UUEE Sant Miquel de Balenyà.
Al final de la primera dècada, l'any 2009, es va fer una consulta popular no vinculant, per tornar a optar a tenir una EMD (Entitat Municipal Descentralitzada), juntament amb la consulta popular no vinculant sobre la independència de Catalunya. Al Ple municipal de Seva del dia 17 de setembre de 2012, es va aprovar per majoria absoluta que Sant Miquel de Balenyà fos una EMD (durant el temps d'exposició pública no es presentà cap al·legació).
El dia 5 d'agost de 2014 el Govern de la Generalitat aprovà el Decret de constitució de l'Entitat Municipal Descentralitzada de Sant Miquel de Balenyà, que fou publicat al Diari Oficial de la Generalitat de Catalunya el dia 7 del mateix mes.
Els dies 17 i 19 de juny de 2022 es va celebrar una consulta popular sobre si mantenir Sant Miquel de Balenyà o substituir el nom per Balenyà de l'Estació. Amb un 29,53% de participació, l'opció guanyadora fou la de statu quo que va obtenir el 69% dels vots.

## Demografia

### Taula evolució demogràfica 1991-2013
| Any  | Homes | Dones | TOTAL |
| ---- | ----- | ----- | ----- |
| 1991 | 421   | 395   | 816   |
| 1996 | 574   | 548   | 1122  |
| 1998 | 570   | 553   | 1123  |
| 1999 | 578   | 558   | 1136  |
| 2000 | 573   | 552   | 1125  |
| 2001 | 559   | 541   | 1100  |
| 2002 | 564   | 553   | 1117  |
| 2003 | 578   | 550   | 1128  |
| 2004 | 575   | 550   | 1125  |
| 2005 | 592   | 544   | 1136  |
| 2006 | 610   | 579   | 1189  |
| 2007 | 636   | 589   | 1225  |
| 2008 | 627   | 575   | 1202  |
| 2009 | 646   | 582   | 1228  |
| 2010 | 657   | 592   | 1249  |
| 2011 | 658   | 599   | 1257  |
| 2012 | 646   | 597   | 1243  |
| 2013 | 639   | 600   | 1239  |

## Resultat eleccions presidència EMD
| EMD 2023                       | EMD 2023 | EMD 2023 | EMD 2019                               | EMD 2019 | EMD 2019 | EMD 2015                   | EMD 2015 | EMD 2015 |
| ------------------------------ | -------- | -------- | -------------------------------------- | -------- | -------- | -------------------------- | -------- | -------- |
| Inès Puigneró (Unió Municipal) | 414      | 69%      | Toni Vallbona (Unió Municipal)         | 414      | 56%      | Èric Vila (Unió Municipal) | 450      | 68%      |
| Toni Vallbona (Ara SM Balenyà) | 160      | 27%      | Lluís Puig (JxCAT)                     | 207      | 28%      | David Puig (CiU)           | 198      | 30%      |
|                                |          |          | Rosalia Solà (Gent per Seva i Balenyà) | 84       | 11%      |                            |          |          |
| Blancs                         | 22       | 4%       | Blancs                                 | 38       | 5%       | Blancs                     | 18       | 3%       |
| Nuls                           | 28       |          | Nuls                                   | 14       |          | Nuls                       | 27       |          |
| TOTAL                          | 624      | 100%     | TOTAL                                  | 757      | 100%     | TOTAL                      | 693      | 100%     |

## Mitjans de comunicació

### El Gallaret
Revista participativa dels veïns de Balenyà que va ser fundada l'any 1978 i que ha perdurat fins a l'actualitat.

### El nou diari de l'estació
Bloc a Internet que va ser creat l'any 2007.

## Entitats
- Colla Gegantera
- Colla dels Tonis
- Club esportiu Sant Miquel de Balenyà
- AMPA "Les Basseroles"
- Associació de Veïns de Balenyà
- Punt Jove
- Bastoners de Sant Miquel de Balenyà

## Festes i activitats
- Festa Major, 25 de Juliol
- Trobada Gegantera: vegeu calendari
- Tres Tombs: vegeu calendari
- Caminada
- Castanyada, Tots Sants
- Revetlla de Sant Joan